# Quem
Quem (também chamada Quem Acontece) é uma revista publicada no Brasil pela Editora Globo, uma revista enfocando assuntos sobre as celebridades em evidência do cenário nacional e mesmo internacional.
A revista era publicada em formato impresso até julho de 2017, quando a Editora Globo anunciou seu fim. A última edição impressa foi a 878, publicada em 28 de junho de 2017. A partir dessa data, a Quem passou a focar em seu portal online, publicando semanalmente entrevistas com personalidades do entretenimento. Com a criação do aplicativo Globo+, que reúne todas as publicações da Infoglobo, a Quem voltou a ser publicada em formato de revista.